# 關頌玲
關頌玲，香港資深編劇，現任香港無綫電視助理創作經理。畢業後從事夜班文字校對工作，1985年加入亞洲電視擔任編劇。1990年轉投無綫電視，1993年晉升為編審，作品包括《醉打金枝》、《金裝四大才子》、《仁心解碼》、《真相》、《公主嫁到》等劇。她為報刊撰寫專欄：「四方天下」、「夜半敲門」、「香江豔聞」及「感官世界」。

## 編劇／編審列表

### 電視劇（亞洲電視）
- 1985年：《阮玲玉》(劇本統籌) 《群芳頌》
- 1986年：《冒險家樂園》 《九月鷹飛》《胭脂淚》
- 1987年：《女捕快》《金鳳凰》《貂蟬》《香港情》《新小五義》 《天橋》
- 1988年：《俠女傳奇》
- 1989年：《安樂茶飯》 《皇家檔案》 《上海風雲之危城歲月》
- 1990年：《赤子雄風》

### 電視劇（無綫電視）
- 1991年：《怒劍嘯狂沙》編劇
- 1992年：《風之刀》編劇
- 1993年：《金蛇郎君》編劇、《九三喜相逢》編劇
- 1994年：《成日受傷的男人》編審+編劇、《孤星劍》編審、《清宮氣數錄》編劇、《第三類法庭》編劇
- 1995年：《前世冤家》編審+編劇
- 1997年：《醉打金枝》編審+編劇、《濟公》編審、《香港人在廣州》編審+編劇
- 1998年：《陀槍師姐》編審+編劇（林少枝合編）、《烈火雄心》編審+編劇（朱鏡祺合編）
- 1999年：《騙中傳奇》編審+編劇（薛家華合編）、《千里姻緣兜錯圈》編審+編劇
- 2000年：《金裝四大才子》編審+編劇
- 2002年：《情牽百子櫃》編審+編劇、《美麗在望》編審+編劇
- 2004年：《足秤老婆八両夫》編審+編劇
- 2005年：《窈窕熟女》編審+編劇（林少枝合編）
- 2006年：《街市的童話》編審+編劇、《點指賊賊賊捉賊》編審+編劇、《高朋滿座》編審+編劇（蔡婷婷合編）
- 2007年：《建築有情天》編審+編劇
- 2009年：《碧血鹽梟》編審+編劇（劉枝華合編）
- 2010年：《公主嫁到》編審+編劇（梁敏華合編）、《囧探查過界》編審+編劇
- 2011年：《仁心解碼》編審+編劇、《真相》編審+編劇
- 2012年：《拳王》編審、《大太監》編審+編劇
- 2013年：《仁心解碼II》編審+編劇
- 2014年：《單戀雙城》編審+編劇（陳靜儀合編）、《寒山潛龍》編審+編劇（陳靜儀合編）、《名門暗戰》編審+編劇
- 2016年：《公公出宮》編審+編劇、《幕後玩家》編審+編劇（鄭成武合編）
- 2017年：《誇世代》編審（鄭成武合編）
- 2019年：《包青天再起風雲》編審+編劇（鍾若詩、黃秉怡合編）
- 2021年：《愛美麗狂想曲》編審（黎家明、黃秉怡合編）
- 2022年：《食腦喪B》編審（冼翠貞、李昊合編）、《痞子殿下》編審（張世昌合編）

## 外部連結
- 【誇世代．大結局】佘詩曼驚喜現身　究竟咩事？仲話有續集？ （页面存档备份，存于）
- 一直爆冷！王浩信拿视帝唐诗咏女二也能当视后 （页面存档备份，存于）
- 《誇世代》大陣仗編劇團隊 – 為博觀眾一笑 （页面存档备份，存于）